# رومان كوين
رومان كوين (بالإنجليزية: Roman Quinn)‏ هو لاعب كرة قاعدة أمريكي، ولد في 14 مايو 1993 في بورت سانت جو في الولايات المتحدة.

## وصلات خارجية
- رومان كوين على موقع دوري كرة القاعدة الرئيسي (الإنجليزية)
- رومان كوين على موقعبيزبول رفرنس.كوم (الدوري الرئيسي) (الإنجليزية)
- رومان كوين على موقعبيزبول رفرنس.كوم (الدوري الثانوي) (الإنجليزية)
- رومان كوين على موقع إي إس بي إن.كوم (أم.أل.بي) (الإنجليزية)
- رومان كوين على موقع مشجعي الرسوم البيانية (الإنجليزية)